# Pentonville
Pentonville is een wijk in het Londense bestuurlijke gebied Islington, in de regio Groot-Londen.

## Geboren
- John Stuart Mill (1806-1873), filosoof en econoom
- Thomas Hodgkin (1798-1866), patholoog. Beschreef in 1832 het later naar hem vernoemde Hodgkinlymfoom (Ziekte van Hodgkin)